# ニチハ
ニチハ株式会社（英: NICHIHA CORPORATION）は、住宅用建材の大手メーカー。本社は愛知県名古屋市中区。JPX日経中小型株指数の構成銘柄の一つ。

## 概要
かつては中村合板の子会社としてハードボードを製造していたが、合板不況のあおりで中村合板が解体された際、メインバンクであった住友銀行の支援を受けて建材メーカーとして再出発し、窯業系サイディング材の最大手メーカーとしての地位を確立した。
以上の経緯より、現在も三井住友銀行の強い影響下にあり、同行の支援要請を受け三井物産系の三井木材工業の窯業系サイディング事業を救済合併したり、三井住友銀行誕生に伴う三井住友銀行名古屋ビルへの本社移転やショールーム開設などを行っている。
なお、2015年3月31日時点での三井住友銀行本体の持株比率は4.28%で第6位の大株主である他、関連会社の大手町建物株式会社が7.01%を保有し、第2位の大株主となっている。

## 沿革
- 1956年（昭和31年）6月 - 名古屋市港区木場町に日本ハードボード工業株式会社設立[1]。
- 1957年（昭和32年）5月 - 名古屋市中区広小路通に本店を移転[1]。
- 1962年（昭和37年）10月 - 名古屋市港区汐止町に本店を移転[1]。
- 1973年（昭和48年）4月 - 日本ハードボード工業株式会社（東京都千代田区）と合併[1]。
- 1984年（昭和59年）9月 - 株式会社チューオーを買収[1]。
- 1988年（昭和63年）4月 - 現商号に変更[1]。
- 1989年（平成元年）12月 - 名古屋証券取引所第2部に上場[1]。
- 1996年（平成8年）
  - 9月 - 名証1部に指定替え[1]。
  - 12月 - 東京証券取引所第1部に上場[1]。
- 2001年（平成13年）10月 - 三井木材工業株式会社（現・ニチハマテックス）を株式交換により完全子会社化[1]。
- 2004年（平成16年）3月 - 住友金属工業株式会社および住金鋼材工業株式会社と合弁で設立した住金エフアールシー株式会社の株式を追加取得し、完全子会社化。同時に、ニチハFRC株式会社に商号を変更[1]。
- 2008年（平成20年）3月 - 株式会社チューオーの株式を追加取得し完全子会社化[1]。
- 2009年（平成21年）4月 - 子会社のニチハマテックス株式会社が同じく子会社のニチハFRC株式会社を吸収合併[1]。

## 製品
- 外壁材（窯業系サイディング材）
- 外観装飾部材
- 屋根材
- 耐火野地板
- 軒天

以前はインシュレーションボードの製造・販売も行っていたが、2004年に大建工業との事業交換によりその営業権を譲渡した。

## 関連会社
- ニチハマテックス株式会社（旧・三井木材工業の外壁材事業を継承）
- 株式会社チューオー
- 高萩ニチハ株式会社
- ニチハボード加工株式会社
- 株式会社ニチハコンポーネント
- 外装テックアメニティ株式会社
- ニチハエンジニアリング株式会社
- 株式会社エイト
- ニチハメンテナンス株式会社
- 三重ニチハ株式会社
- ニチハサービス株式会社
- 八代ニチハ株式会社
- ニチハ富士テック株式会社
- 株式会社FPコーポレーション
- 株式会社FPホーム
- Nichiha USA, Inc.
- ニチハ装飾建材（嘉興）有限公司
- ニチハ装飾繊維セメント壁板（嘉興）有限公司